# السياحة في آيسلندا

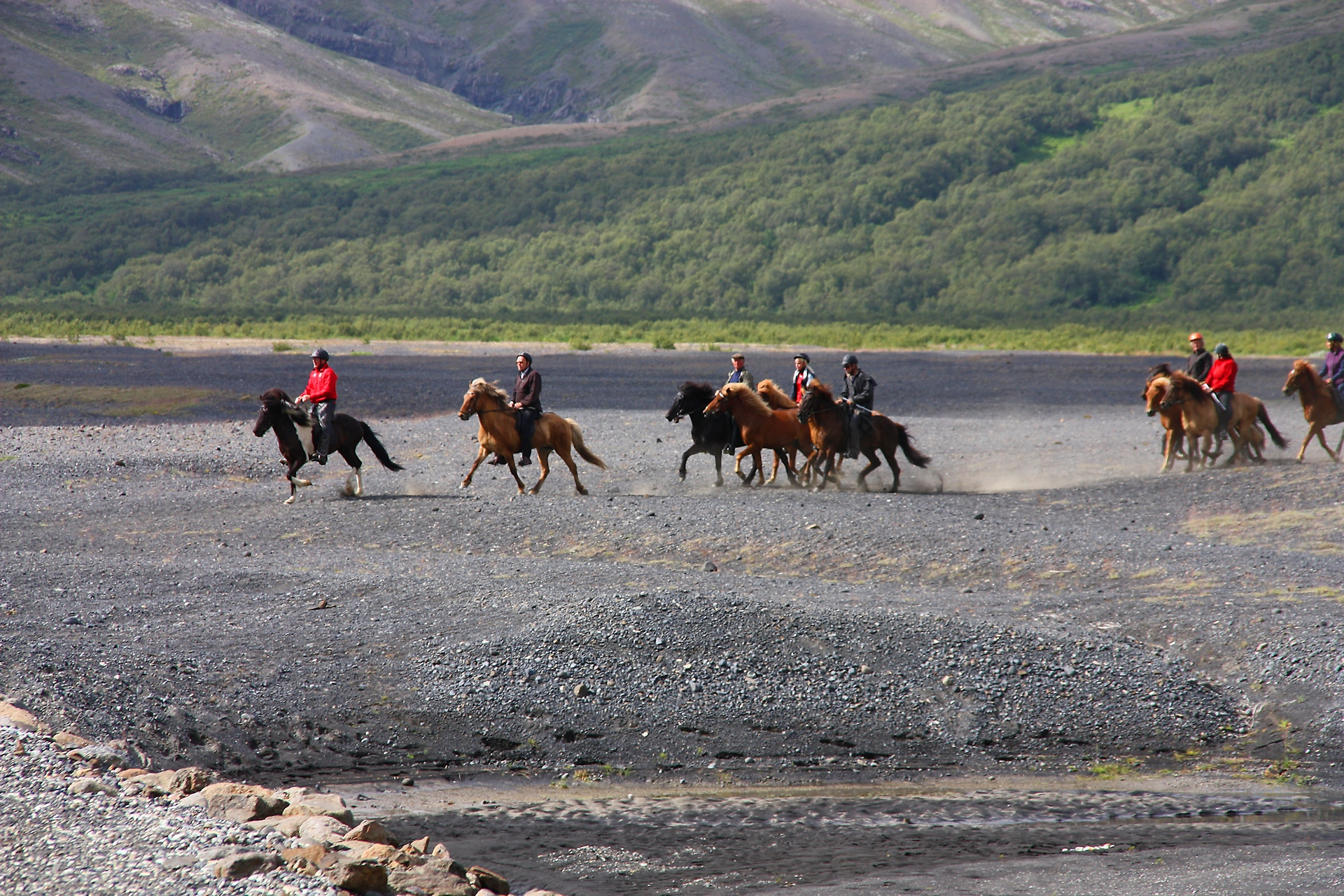
سياح يمتطون خيول أيسلندية- آيسلندا

السياحة في آيسلندا، بالإنجليزية Tourism in Iceland- شهدت السياحة في آيسلندا نموًا كبيرًا من حيث الأهمية الاقتصادية خلال السنوات الخمس عشرة الماضية. اعتبارًا من عام 2016م، ومن المقدر أن تساهم صناعة السياحة بنحو 10% في الناتج المحلي الإجمالي الآيسلندي؛  وقد تجاوز عدد الزوار الأجانب للبلاد 2000000 لأول مرة في عام 2017م؛ وقطاع السياحة في البلاد مسؤول عن حصة تبلغ حوالي 30% من عائدات التصدير. 

## تاريخ

تطور العدد السنوي للزوار الأجانب إلى آيسلندا مقارنة بنمو عدد السكان المقيمين.

ظلت الخدمات المقدمة للسياح الأجانب، لفترات طويلة جزءً غير مهم من الاقتصاد الآيسلندي، ونادرًا ما ساهمت السياحة بأكثر من 2% من الناتج المحلي الإجمالي، حتى بعد فترة طويلة من ظهور السفر الجوي الدولي.  وحتى أوائل الثمانينيات من القرن العشرين، كان عدد الزوار الأجانب إلى آيسلندا يتزايد ببطء، وبشكل غير منتظم، ولم يتجاوز العدد 80 ألفًا في عام واحد،  ولعدة سنوات بعد ذلك لم يواكب سوى زيادة عدد الآيسلنديين المسافرين من وإلى البلاد. وقد استمر هذا الوضع حتى مطلع القرن العشرين، عندما تجاوز عدد الزوار السنوي إجمالي عدد السكان المقيمين لأول مرة، إذ بلغ حوالي 300 ألف زائرًا.
وبعد بضع سنوات، بدأت صناعة السياحة الآيسلندية تشهد طفرة لا ُتظهر حتى يومنا هذا أي علامات على التباطؤ، كما تشهد على ذلك حقيقة، أن عدد الزوار الأجانب نما في المتوسط بنسبة 6% سنويًا بين عامي 2003م و2010م، وبنحو 20% سنويًا في المتوسط بين عامي 2010م و2014م.   وفي عام 2015م، استمر هذا الارتفاع السريع، حيث تجاوز عدد الزوار الأجانب بالفعل مليون زائر في الفترة من يناير إلى أكتوبر. ووفقًا لهيئة السياحة الآيسلندية، ارتفع العدد الإجمالي لليلة واحدة من المبيتات للزوار الأجانب إلى آيسلندا من 595 ألف ليلة في عام 2000م إلى 2.1 مليون ليلة في عام 2010م، قبل أن يرتفع إلى 4.4 مليون ليلة في عام 2014. 
وقد بلغ عدد الأشخاص العاملين في الصناعات المرتبطة بالسياحة في آيسلندا حوالي 21600 في عام 2014م، وهو ما يمثل ما يقرب من 12% من إجمالي القوى العاملة، كما تقترب مساهمة السياحة المباشرة في الناتج المحلي الإجمالي الآن من 5%. 

## التركيبة السكانية السياحية

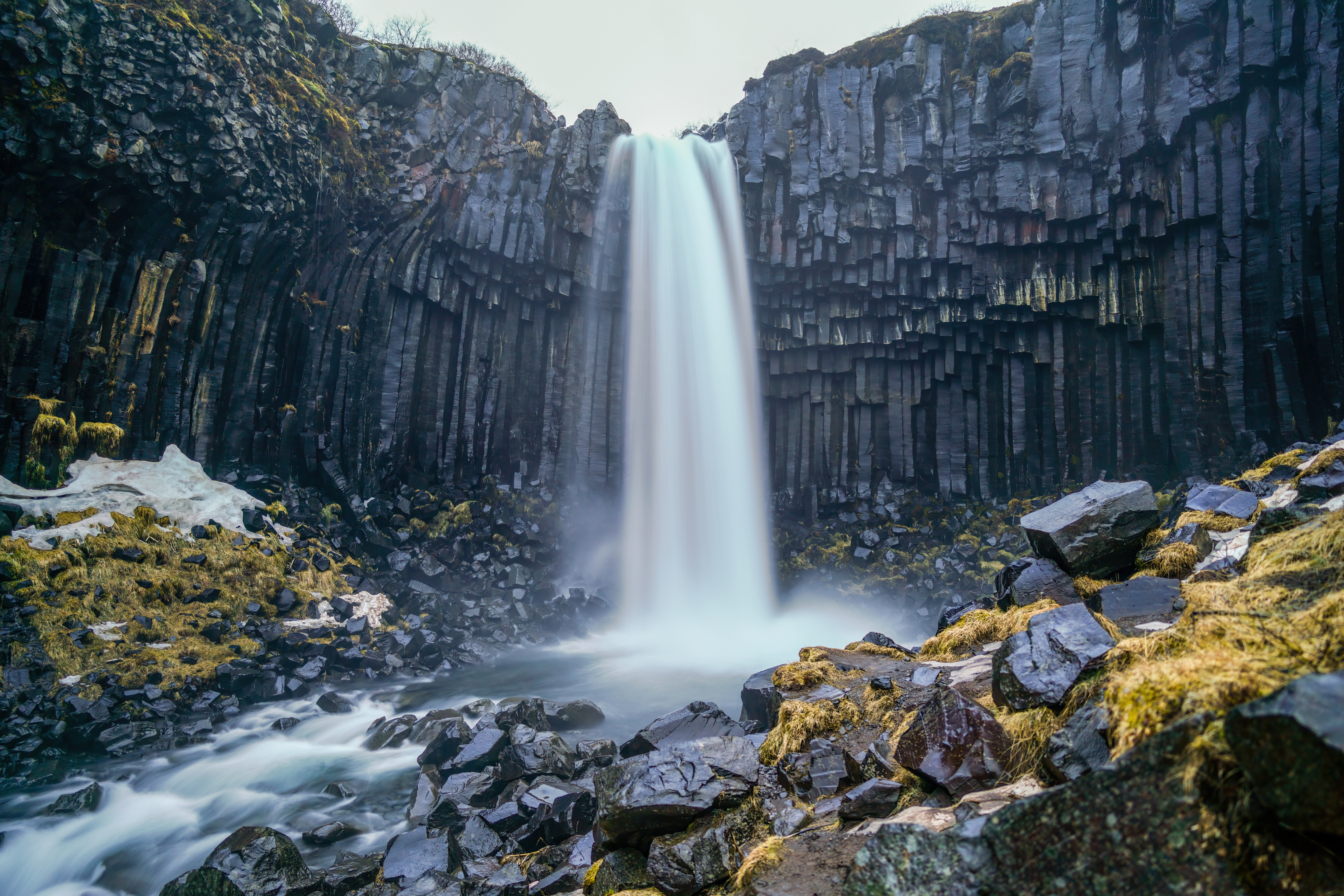
شلال في آيسلندا

تشتهر آيسلندا بطبيعتها النقية، وأجوائها الفريدة.  وتستقبل آيسلندا أكبر عدد من السياح خلال فصل الصيف (يونيو- أغسطس). في عام 2014م، وصل حوالي 42% من الزوار إلى آيسلندا خلال أشهر الصيف، وهو انخفاض طفيف نسبيًا مقارنة بالعامين السابقين، حيث زادت نسبة الزوار في الشتاء بأكثر من 4% في نفس الفترة.  اعتبارًا من عام 2014، تستقبل أكبر أسواق السياحة في أيسلندا، السياح من وسط وجنوب أوروبا، يليهم السياح من مناطق أخرى مثل: أمريكا الشمالية، والمملكة المتحدة، ثم دول الشمال الأوروبي. وفيما يتعلق بعدد الزوار من البلدان الفردية، كانت الدول الخمس الأولى في عام 2014م هي: المملكة المتحدة، والولايات المتحدة، وألمانيا، وفرنسا، والنرويج. شهدت كندا أكبر نسبة زيادة في أعداد الزوار في الفترة 2013-2014م، مع زيادة تجاوزت 60% على أساس سنوي. 

## السياحة المفرطة في آيسلندا

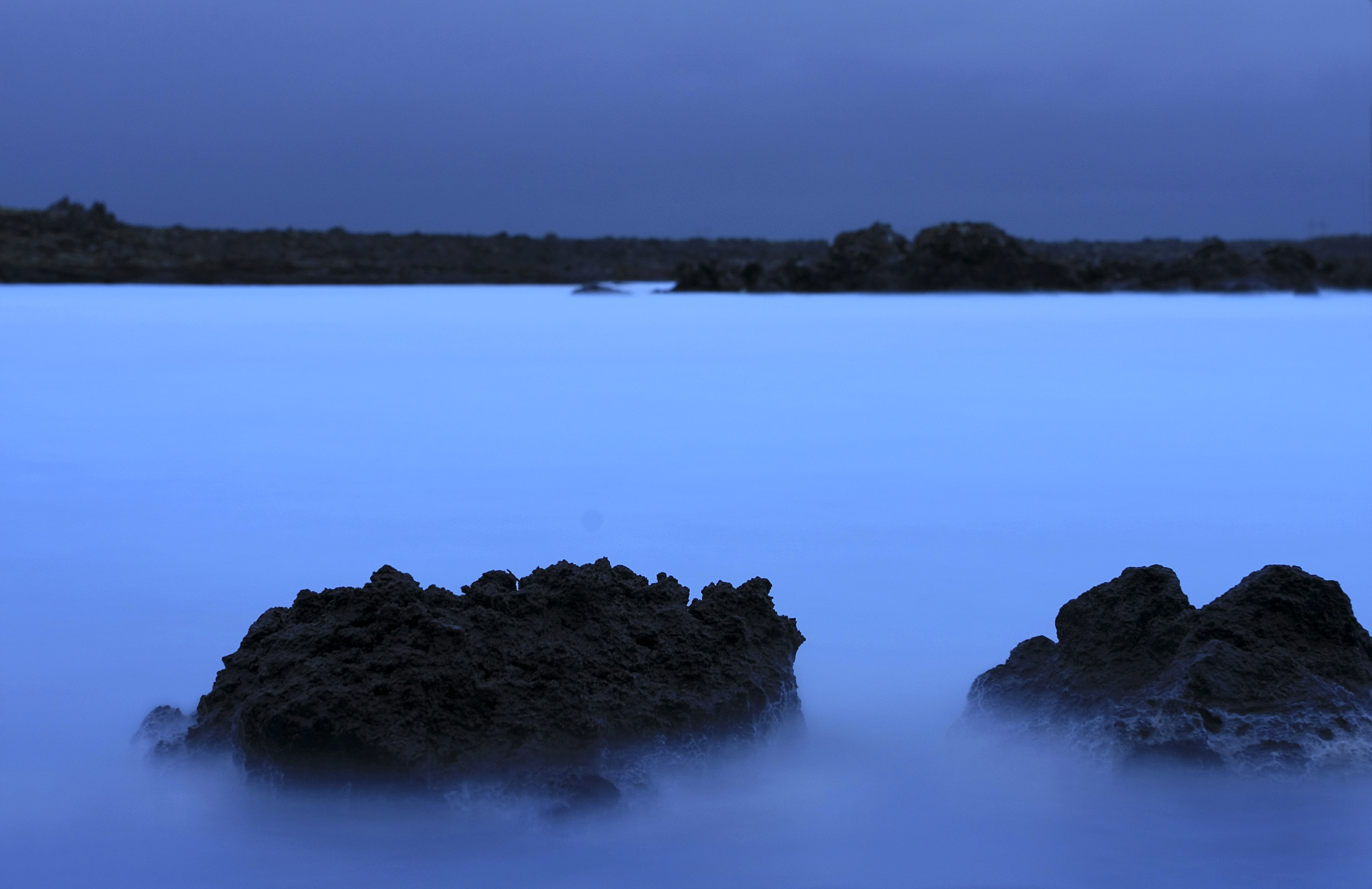
بلو لاغون (البحيرة الزرقاء) - آيسلندا

إن السياحة المفرطة في آيسلندا، هي نتيجة للارتفاع الهائل في أعداد الزوار الوافدين، وتركيزهم على منطقة صغيرة من البلاد. يأتي أكثر من 98% من الزوار إلى آيسلندا عبر كيفلافيك،  على بعد 45 دقيقة فقط من ريكيافيك، ويستخدم العديد منهم المدينة كمحطة توقف قصيرة في رحلة عبر المحيط الأطلسي، ويقتصرون في رحلتهم على المواقع الشعبية القريبة مثل البحيرة الزرقاء (بلو لاغون)، والدائرة الذهبية.
وقد تسببت هذا الطفرة السياحية، التي تركزت حول ريكيافيك والجنوب، في خلق مشكلات عدة، تمثلت في:
- لم تواكب غرف الفنادق في العاصمة ريكيافيك أعداد الزوار، حيث ارتفعت بنسبة 42% و264% على التوالي خلال نفس الفترة. [11] وقد سدت مواقع الإيجار قصيرة الأجل مثل إير بي إن بي Airbnb الفجوة، مما أدى إلى زيادة أسعار العقارات السكنية، الأمر الذي دفع السكان المحليين إلى مغادرة وسط ريكيافيك، وتحويل وسائل الراحة في وسط المدينة نحو السياح بدلاً من السكان. [12]
- في مدينة أكوريري الصغيرة، التي شهدت زيادة بنسبة 91% في عدد الوافدين على متن السفن السياحية بين عامي 2015م و2019م، لم تتزايد الفوائد الاقتصادية بما يتماشى مع الزيادة في عدد ركاب السفن السياحية. فقد شهدت المقاهي المحلية زيادة في الأعمال بنسبة 3.5% فقط خلال زيارة سفينة سياحية، في حين شهدت المطاعم زيادة بنسبة 1% فقط. [13]
- تواجه المرافق المحلية والمواقع السياحية الكبرى صعوبة في التعامل مع زيادة أعداد الزوار. تتدهور مسارات المشي لمسافات طويلة، وتتدهور الطرق التي تستخدمها الحافلات السياحية بشكل روتيني، [14] ويتسبب الزوار بانتظام في إتلاف النظم البيئية الهشة - مثل الطحالب التي تغطي منتزه ثينجفيلير الوطني. [15]

## الوجهات السياحية الشعبية
وفقًا لمسح أجرته هيئة السياحة الآيسلندية في عام 2014م، فإن الوجهات العشر التالية هي الأكثر زيارة في آيسلندا، من بين 39 وجهة مذكورة على وجه التحديد في المسح (تشير النسب المئوية إلى نسبة جميع السياح الأجانب الذين يزورون الوجهة المعنية وترتبط بموسم الصيف، حيث يصعب الوصول إلى بعض الوجهات في فصل الشتاء). 
| الرتبة | الوجهة                         | النسبة المئوية |
| ------ | ------------------------------ | -------------- |
| 1      | منطقة العاصمة                  | 97.0%          |
| 2      | جيسير/جولفوس                   | 59.4%          |
| 3      | ثينجفيلير                      | 50.4%          |
| 4      | فيك                            | 47.4%          |
| 5      | سكوجار                         | 43.6%          |
| 6      | جوكولسارلون (البحيرة الجليدية) | 42.3%          |
| 7      | سكافتافيل                      | 40.3%          |
| 8      | أكوريري                        | 36.2%          |
| 9      | ميفاتن                         | 34.0%          |
| 10     | البحيرة الزرقاء (بلو لاغون)    | 31.5%          |

## الوافدون حسب البلد
غالبية الزوار الذين يصلون إلى آيسلندا عبر المطار الرئيس، هم من جنسيات الدول التالية: 
| الرتبة | الدولة             | 2015      | 2016      | 2017      | 2018      | 2019      | 2020    | 2021    | 2022      |
| ------ | ------------------ | --------- | --------- | --------- | --------- | --------- | ------- | ------- | --------- |
| 1      | الولايات المتحدة   | 242,805   | 415,287   | 576,403   | 694,814   | 464,059   | 50,958  | 227,093 | 458,014   |
| 2      | المملكة المتحدة    | 241,024   | 316,395   | 322,543   | 297,963   | 261,805   | 100,147 | 54,637  | 229,843   |
| 3      | ألمانيا            | 103,384   | 132,789   | 155,813   | 139,155   | 132,155   | 44,447  | 63,775  | 131,812   |
| 4      | كندا               | 46,654    | 83,144    | 103,026   | 99,715    | 69,947    | 6,954   | 7,300   | 43,648    |
| 5      | فرنسا              | 65,822    | 85,221    | 100,374   | 97,224    | 97,507    | 28,188  | 36,560  | 89,376    |
| 6      | بولندا             | 27,079    | 39,613    | 66,299    | 91,463    | 93,726    | 40,479  | 52,041  | 83,683    |
| 7      | الصين              | 47,643    | 66,781    | 86,003    | 89,495    | 99,253    | 16,380  | 5,988   | 20,752    |
| 8      | إسبانيا            | 27,166    | 39,183    | 57,971    | 65,589    | 59,141    | 11,067  | 19,565  | 50,736    |
| 9      | الدنمارك           | 49,225    | 49,951    | 53,240    | 51,019    | 49,280    | 23,218  | 24,239  | 58,746    |
| 10     | السويد             | 43,096    | 54,515    | 56,229    | 49,316    | 39,853    | 5,329   | 7,719   | 30,447    |
|        | إجمالي عدد الأجانب | 1,261,938 | 1,767,726 | 2,195,271 | 2,315,925 | 1,986,153 | 482,108 | 687,691 | 1,696,785 |

## روابط خارجية
- هيئة السياحة الأيسلندية
- هيئة السياحة الأيسلندية في أمريكا الشمالية
- السياحة في أيسلندا

المواقع الإقليمية لمجلس السياحة الأيسلندي
- لريكيافيك
- لغرب أيسلندا
- ل[ويستفيوردز
- لشمال أيسلندا
- لشرق أيسلندا
- لجنوب أيسلندا
- لريكيانيس